# Matt Seeberger
Matt Seeberger (* 10. August 1984 in San Francisco, Kalifornien) ist ein US-amerikanischer Tennisspieler.

## Karriere
Seeberger spielt meist im Doppel und gewann dort bisher auf der ITF Future Tour zehn Titel. Auf der höher dotierten ATP Challenger Tour gelang ihm bisher noch kein Titelgewinn.
Seinen bisher einzigen Auftritt auf der ATP World Tour hatte er 2015 in New York City bei den US Open durch eine Wildcard. In der Doppelkonkurrenz unterlag er mit Julio Peralta als Partner der Paarung aus Santiago Giraldo und Rameez Junaid mit 6:4, 4:6, 4:6.